# Isola Desolación
L'isola della Desolazione (Isla Desolación in spagnolo) è un'isola del estremo meridione del Cile, nell'arcipelago della Terra del Fuoco, inquadrata amministrativamente nella regione di Magellano e dell'Antartide Cilena. Si trova immediatamente a sud della bocca più settentrionale e occidentale dello stretto di Magellano, sull'oceano Pacifico a nord dell'isola Santa Inés.

## Geografia
Costituisce il fianco sudovest della parte finale dello stretto di Magellano (provenendo dall'oceano Atlantico) dall'altro lato del canale, si trovano a est l'isola Riesco e a nordest la penisola Muñoz-Gamero. Ha un'area di 1.352 km². Ha un'orografia molto accidentata, con il monte Harte Dyke, di 1.097 m, come punta più elevata. Il clima è quello della tundra isotermica, molto piovoso, con fortissimi venti circumpolari (200 km/h) prevalentemente da ovest. Nell'isola si trovano le piccole località di Puerto Misericordia, a nordovest e Puerto Churruca, a est.